# Consell Nacional de Forces Democràtiques
El Consell Nacional de Forces Democràtiques (CNFD) (en àzeri: Demokratik Qüvvələrin Milli Şurası, informalment el Consell Nacional, Milli Şura) és una aliança de partits d'oposició de l'Azerbaidjan. L'òrgan inclou el Partit del Front Popular de l'Azerbaidjan, la Societat Oberta, el Fòrum dels Intel·lectuals i el moviment El. Els seus objectius declarats són la «protecció dels drets humans, aconseguint un entorn d'eleccions lliures i justes que reflecteixin l'opinió de la gent, en particular garantint el dret de reunió, eliminant les pressions sobre els mitjans independents i la societat civil». El seu objectiu final declarat és l'establiment d'«un estat democràtic amb estat de dret i aconseguir la integració de l'Azerbaidjan a l'arena euroatlàntica».
L'organització es va establir el 2013, abans de les eleccions presidencials de 2013 en què Ilham Alíev va guanyar un tercer mandat. Jamil Hasanli va ser nomenat com el seu candidat presidencial conjunt, quedant segon en els resultats de la votació oficial. El 2019, el CNFD va organitzar una sèrie de protestes a Bakú, advocant especialment per l'alliberament dels presos polítics i per unes eleccions lliures i justes.